# Casey Candaele
Casey Troy Candaele (né le 12 janvier 1961 à Lompoc, Californie, États-Unis) est un ancien joueur américain de baseball ayant joué dans les Ligues majeures de 1986 à 1997.

## Vie personnelle
La mère de Casey Candaele, Helen Callaghan (en), a joué pendant plusieurs années dans la All-American Girls Professional Baseball League, une ligue de baseball féminin ayant existé aux États-Unis dans les années 1940 et 1950.
Kelly Candaele, frère de Casey, produisit un film documentaire sur cette ligue, ce qui inspira Penny Marshall pour le film à succès A League of Their Own, paru au début des années 1990.
Helen Callaghan et Casey Candaele sont considérés comme le seul duo mère-fils à avoir fait carrière au baseball professionnel. L'ancien joueur des majeures considère avoir hérité du talent de baseballeur, plutôt limité, de son père plutôt que de celui de sa mère, dont les qualités sportives étaient plus remarquables.

## Carrière
Casey Candaele est signé comme agent libre par les Expos de Montréal en 1982. Il fait ses débuts le 5 juin 1986 et joue sa première saison complète en 1987, terminant au 4e rang des meilleures recrues de la Ligue nationale. 
Le 19 juillet 1987, Candaele frappe sa première longue balle en carrière, qui sera le coup de circuit ayant franchi la plus courte distance dans l'histoire du Stade olympique de Montréal. Le banc sur lequel la balle atterrit fut d'ailleurs peint en jaune pour souligner l'événement.
En cours de saison 1988, les Expos l'échangent aux Astros de Houston en retour du receveur Mark Bailey.
Frappeur ambidextre remarqué pour sa petite taille (1,75 m, 75 kg) Candaele s'impose comme joueur d'utilité chez les Astros, jouant tantôt au champ extérieur, tantôt à l'arrêt-court, mais principalement au deuxième but. Il connaît ses meilleures saisons en offensive en 1990 (moyenne au bâton de,286) et en 1991 (record personnel de 50 points produits). Il s'aligne avec Houston jusqu'en 1993.
Absent des Ligues majeures pendant deux saisons, il signe des contrats des ligues mineures avec les Reds de Cincinnati et les Dodgers de Los Angeles. Il revient dans les grandes ligues avec les Indians de Cleveland, pour qui il joue 38 parties en 1996 et 1997.
En 754 parties dans les majeures, Casey Candaele a frappé 483 coups sûrs, dont 11 coups de circuit, et produit 139 points. Sa moyenne au bâton s'élève à ,250.